# María Jesús San Segundo Gómez de Cadiñanos
María Jesús San Segundo Gómez de Cadiñanos (Medina del Campo, Castella i Lleó 1958 - Madrid, 17 de desembre de 2010) fou una política i professora universitària espanyola que exercí com a Ministra d'Educació i Ciència durant la VIII Legislatura espanyola.

## Biografia
Va néixer el 25 de març de 1958 a la ciutat de Medina del Campo, població situada a la província de Valladolid. Va estudiar ciències econòmiques a la Universitat del País Basc, ampliant posteriorment els seus estudis a la Universitat de Princeton als Estats Units d'Amèrica, universitat en la qual es va doctorar.
María Jesús San Segundo fou vicepresidenta de l'Associació d'Economia de l'Educació (AEDE), membre del Comitè Executiu de l'European Access Network i membre de l'Advisory Committee for the Centre for Research in Lifelong Learning del Regne Unit. Així mateix formà part del Consell Assessor del Journal of Widening Participation i d'Hisenda Pública Espanyola. Fou autora de diverses publicacions i nombrosos articles sobre economia de l'educació, finançament de l'ensenyament, avaluació del sistema educatiu, rendiment acadèmic, igualtat d'oportunitats i accés a l'ensenyament.

## Carrera acadèmica
Posteriorment va ser becària del Centre de Formació del Banc d'Espanya entre els anys 1982 i 1984 i professora titular d'economia a les Universitats del País Basc i Carles III de Madrid. Entre 1994 i 1996 va ocupar el càrrec d'assessora del Secretari d'Estat d'Universitats i Investigació i entre 2000 i el gener de 2004 fou nomenada vicerectora d'estudiants a la Universitat Carles III.
L'any 2002 va ser designada vocal del Consell de Coordinació Universitària pel Congrés dels Diputats a proposta del Partit Socialista Obrer Espanyol (PSOE), i el gener de 2004 va ser designada membre del comitè d'assessorament al candidat a la Presidència del Govern José Luis Rodríguez Zapatero, amb la comesa de col·laborar en el disseny del model del futur govern socialista, en el seu codi ètic i en les seves prioritats.

## Carrera política
Després de les eleccions generals de 2004 San Segundo fou nomenada Ministra d'Educació i Ciència. Durant aquesta etapa va centrar la seva tasca en dues grans reformes educatives, la Llei Orgànica d'Educació (LOE), aprovada pel Congrés el 6 d'abril de 2006, i la modificació parcial de la Llei Orgànica d'Universitats (LOU).
El 7 d'abril de 2006 es va anunciar el seu relleu del càrrec per Mercedes Cabrera Calvo-Sotelo a causa de la remodelació del Govern després de la dimissió de José Bono Martínez, fent-se efectiu el seu relleu l'11 d'abril de 2006.
Després de la seva sortida del Govern d'Espanya, María Jesús Sansegundo fou nomenada Ambaixadora-Representant Permanent d'Espanya davant la UNESCO.
Va morir a Madrid, el 17 de desembre de 2010, a l'edat de 52 anys.